# قصص الغموض (مسلسل)
مسلسل قصص الغموض هو أحد الأعمال التليفزيونية البوليسية الدرامية السورية من إنتاج عام 2000.

## قصة المسلسل
- المسلسل مقتبس عن رواية الكاتبة العالمية أجاثا كريستي قصص الغموض
- كل قصة تروى بكل تفاصيلها خلال خمسين دقيقة، والهدف في النهاية أخلاقي تربوي، لأن العبرة الأساسية أن الجريمة لا تفيد، وليس هناك ما يسمى جريمة كاملة، إذ لا بد للمجرم من أن يقع تحت طائلة العقاب والقانون.
- تتفاوت القصص في درجة معالجتها حياة الناس الاجتماعية، لأن الطرح يختلف بين حلقة وأخرى، سواء على الصعيد الاخراجي أو على صعيد كتابة السيناريو وكذلك حال الأدوار وطبيعة تعامل كل ممثل مع دوره.

## أبطال العمل
نورمان أسعد
الملازم أول ريما
غسان مسعود
الأستاذ رمزي
غسان سلمان
د. سرحان
رفيق السبيعي
د. الألمعي / ضيف ح8
هاني الروماني
ال مسعود / ضيف ح10
صباح الجزائري
صباح مقدمة البرنامج / ضيفة ح8
حسان يونس
المقدم ماجد
غزوان الصفدي
ماهر
نزار أبو حجر
سليم / ضيف ح2
حسن دكاك
ضيف ح3
أديب قدورة
ضيف ح4
ضحى الدبس
مريم / ضيفة ح4
إيمان عبد العزيز
ضيفة شرف ح4
عبد الحكيم قطيفان
رشيد السعفان / ضيف ح5
جهاد سعد
الكابتن / ضيف ح6
جرجس جبارة
د. سعيد مهران / ضيف ح6
عصام عبه جي
ضيف ح7
محمد الشيخ نجيب
بنفسه / ضيف ح8
شكران مرتجى
ضيفة ح8
نضير لكود
د. مراد لكود / ضيف ح8
محمد خير الجراح
/ ضيف ح10
رافي وهبي
ال مسعود / ضيف ح10
صالح الحايك
أبو منذر عم ماهر / ضيف ح11
سامر المصري
هيثم / ضيف ح13
ياسين أرناؤوط
ضيف ح15
هاني شاهين
مدير عام الأمن / ضيف الحلقات
وائل رمضان
جمال / ضيف ح14